# Thursania lycimnia
Thursania lycimnia är en fjärilsart som beskrevs av Druce 1891. Thursania lycimnia ingår i släktet Thursania och familjen nattflyn. Inga underarter finns listade i Catalogue of Life.